# Soledad de Graciano Sánchez
Soledad de Graciano Sánchez é um município do estado de San Luis Potosí, no México.